# Jean-Pierre Chevènement
Jean-Pierre Chevènement [ʒɑ̃ pjɛʁ ʃəvɛnmɑ̃] (Belfort, 9 de març de 1939), polític francès, fundador del partit Moviment Republicà i Ciutadà (Mouvement Républicain et Citoyen en francès), antic membre del Partit Socialista i diverses vegades ministre del govern de França. Pertany a Le Siècle.

## Orígens
Fill de professors, estudia a l'Escola Nacional d'Administració (ENA), en la mateixa promoció que el futur primer ministre Lionel Jospin (1965) i adherit durant els seus estudis a la Secció Francesa de la Internacional Obrera (SFIO).

## Carrera política

### Membre del PSF
El 1971 participa a la fundació del PSF, sent triat diputat pel territori de Belfort el 1973.
El 1979 dona suport a les tesis de François Mitterrand al congrés del PSF de Metz, resultant triat per redactar el programa socialista que resultarà victoriós en les eleccions presidencials de 1981.
Nomenat ministre de Recerca i Tecnologia des del 22 de març de 1981, en aquest període és també triat president del consell regional de la regió del Franc Comtat i alcalde de Belfort el 14 de març de 1983. Encara que pocs dies després dimiteix el càrrec de ministre, el 2005 conservava encara el càrrec d'alcalde d'aquesta ciutat.
El 1984 torna al govern com a ministre d'Educació fins a 1986 i més tard com a ministre de defensa (1988) fins a la seva dimissió el 19 de gener de 1991, amb la qual manifesta la seva oposició a la participació de França en la Guerra del Golf.
Aquesta decisió li allunyarà progressivament del PSF, partit que abandona el 1993 per transformar en partit polític el Mouvement des Citoyens (MDC).

### Fundació del MDC
En les europees de 1994, obté únicament el 2,54 % de vots (uns 450.000), però el seu prestigi el porta a ser cridat per Lionel Jospin per al càrrec de ministre de l'Interior el 1997 en un govern de coalició d'esquerres.
El setembre del 1998, mentre és operat d'una vesícula biliar, sofreix un greu accident en resultar al·lèrgic a l'anestèsia que el té en coma durant diversos dies.
Encara que recupera el lloc en el ministeri només 4 mesos després de l'accident, dimitirà novament el càrrec pel seu desacord amb el projecte d'autonomia de Còrsega, en honor de la seva cèlebre frase: Un Ministre, o bé tanca el bec, o bé dimiteix.
Com a candidat a President de la República, el 2002 obté el 5,33 % dels sufragis (més de 1,5 milions de vots) en unes eleccions marcades per l'ascensió dels vots del Front Nacional de Jean-Marie Le Pen que va arribar a desbancar a Lionel Jospin per a la disputa de la segona volta presidencial. Al final d'aquestes eleccions, va renovar el MDC formant el Moviment Republicà i Ciutadà (MRC).

### Líder del MRC
Des d'agost de 2004, el MRC es declara partidari del no al projecte de la Constitució Europea per interpretar-la com un vassallatge als Estats Units, posició que obtindrà la majoria del 54,87 % de vots en el referèndum de maig de 2005.
El congrés del MRC d'abril de 2005 el confirma com a candidat a les presidencials del 2007.